# Janne Schäfer
Janne Schäfer (* 28. Mai 1981 in Henstedt-Ulzburg, Schleswig-Holstein) ist eine deutsche Schwimmerin.

## Werdegang
Ihre Hauptlage ist das Brustschwimmen, wobei sie besonders erfolgreich auf der 50-Meter-Sprintstrecke war. Eine Olympiateilnahme über die 100 Meter Brust blieb ihr allerdings verwehrt. Schäfer startete lange Jahre für den TV Jahn Wolfsburg. Ab Oktober 2008 hatte sie Startrecht für den SV Nikar Heidelberg, nachdem sie in England an der University of Bath ihren Bachelor in Psychologie und den Master of Science in Management erfolgreich abgeschlossen hatte. Im Juli 2010 beendete Janne Schäfer ihre Schwimmkarriere.

## Weitere Erfolge
Sie erlangte fünfzehn deutsche Meistertitel bei Deutschen Schwimmmeisterschaften, davon neun auf der Kurzbahn. Vierzehn Titel waren über 50 m Brust, ein Titel über 100 m Brust.
- Vierter Rang bei den Europameisterschaften 2006 in Budapest über 50 m Brust

Bei Schwimmweltmeisterschaften erreichte sie dreimal ein Finale, wobei sie einmal eine Medaille gewinnen konnte:
- Endlaufteilnahme bei den Schwimmweltmeisterschaften 2005 in Montreal über 50 m Brust (Rang 8)
- Endlaufteilnahme bei den Schwimmweltmeisterschaften 2007 in Melbourne über 50 m Brust (Rang 5)[2]

## Rekorde
| Europarekorde (1)                                             | Europarekorde (1) | Europarekorde (1) | Europarekorde (1) |
| ------------------------------------------------------------- | ----------------- | ----------------- | ----------------- |
| 50 m Brust (Kurzbahn)                                         | 00:29,55 min      | 15. November 2009 | WC Berlin         |
| Deutsche Rekorde (2)                                          |                   |                   |                   |
| 4 × 50 m Lagen (Kurzbahn) (mit Pietsch, Mehlhorn und Steffen) | 01:46,67 min      | 15. Dezember 2007 | Debrecen          |
| 4 × 100 m Lagen (Kurzbahn) (mit Völker, Jäke und Meißner)     | 04:01,47 min      | 19. März 2000     | Athen             |
| (Stand: 5. Februar 2010)                                      |                   |                   |                   |